# Satriani Live!
Satriani Live! è il diciassettesimo album di Joe Satriani, registrato dal vivo e pubblicato nel 2006.

## Tracce

### Disco uno
1. Flying in a Blue Dream - 8:38
2. The Extremist - 3:40
3. Redshift Riders - 4:46
4. Cool #9 - 8:02
5. A Cool New Way - 10:00
6. Satch Boogie - 5:18
7. Super Colossal - 4:17
8. Just Like Lightnin' - 5:00
9. Ice 9 - 4:28
10. One Robot's Dream - 8:02

### Disco due
1. Ten Words - 3:35
2. The Mystical Potato Head Groove Thing - 7:36
3. The Meaning of Love 4:59
4. Made of Tears - 10:23
5. Circles - 9:49
6. Always with Me, Always with You - 9:43
7. Surfing with the Alien - 7:48
8. Crowd Chant - 3:14
9. Summer Song - 9:11

## Formazione
- Joe Satriani - chitarra, armonica, tastiere
- Jeff Campitelli - batteria
- Dave LaRue - basso
- Galen Henson - chitarra